# SANA
O Sana é o maior evento geek do Norte e Nordeste do Brasil, reunindo fãs de anime, mangá, tokusatsu, videogames, cultura geek, cultura pop e entretenimento em uma experiência única. Realizado duas vezes ao ano, em janeiro e julho, no Centro de Eventos do Ceará em Fortaleza, o Sana atrai, em média, 150 mil pessoas anualmente, consolidando-se como um dos maiores festivais do segmento no país.
Com uma estrutura completa e atrações para todos os públicos, o evento conta com esculturas geek exclusivas, criadas pelo renomado artista Walterlan Veríssimo, além de diversos palcos e espaços temáticos que recebem convidados nacionais e internacionais. Entre eles, destacam-se:
- Palco Art & Fest: O espaço onde artistas, dubladores, influenciadores e personalidades do universo geek se encontram com o público. Há também competições de campeonatos de cosplay e kpop
- Palco Games: O cenário perfeito para competições de E-Sports, lançamentos de jogos e ativações interativas
- Palco Music: O ambiente onde bandas, artistas e trilhas sonoras que marcaram a cultura geek/pop ganham vida.
- Salas Temáticas: Experiências imersivas que transportam os fãs para seus universos favoritos.
- Palcos exclusivos para Cosplay e K-pop: Um espaço dedicado às performances e competições desses dois segmentos que encantam o público.
- Vila dos Artistas: Um espaço dedicado a mais de 70 artistas de obras autorais, que apresentam e vendem seus trabalhos diretamente ao público, valorizando a arte independente e a criatividade da cena geek.

Por sua variedade e quantidade de atrações, o Sana passou a ser um dos acontecimentos turísticos mais importantes do ano no Ceará, tendo sido incluído no Calendário Oficial de Eventos do Estado em 2018. Em torno de 30% do público do evento vem de outros estados nordestinos.

## Segmentos
Desde 2023, o evento é dividido em duas partes de iguais tamanho e proporção, uma em janeiro e uma em julho, durando 3 dias cada.
Até 2019, havia duas versões do evento classificadas em:
- Sana: acontecia em julho durante 3 dias e reunia uma quantidade maior de atrações e expositores.
- Sana Fest: acontecia em dezembro ou janeiro durante 2 dias e funcionava como uma prévia da edição do SANA daquele ano.

## Histórico do evento
| Edição                              | Datas                               | Local                                              | Atrações | Público |
| ----------------------------------- | ----------------------------------- | -------------------------------------------------- | --- | ------- |
| SANA 1                              | 14 e 15 de dezembro de 2001         | Auditório da Biblioteca, UNIFOR                    | Estande da KanedaSan Studios, estandes de Arte Japonesa, primeiro concurso de desenho do SANA. | 240     |
| SANA 2                              | 20 e 27 de julho de 2002            | Teatro Celina Queiroz, UNIFOR                      | Exibição de animes, estandes de vendas e cover da banda X Japan. |         |
| SANA E                              | 14 de dezembro e 2002               | Auditórios do Bloco A, UNIFOR                      | Edição comemorativa de aniversário de 1 ano do SANA. | 420     |
| SANA Hades                          | 14 de junho de 2003                 | Cineteatro São Luiz                                | Edição comemorativa ao retorno de Os Cavaleiros do Zodíaco ao Brasil, e ao recente lançamento da Saga de Hades no Japão. | 500     |
| SANA 3                              | 8 e 9 de agosto de 2003             | Centro de Convenções do Ceará                      | Exibição de animes, concursos de cosplay, desenhos e AMV's. | 3.000   |
| SANA 4                              | 10 e 11 de julho de 2004            | Centro de Convenções do Ceará                      | Três salas de exibição de animes clássicos e tokusatsus. Exibições de de j-music em um telão na área externa o evento. Estandes de venda e exposição de representantes de grandes lojas de anime e mangá como Animangá, Conrad, Revistas & Cia e Studio Lunart. Também aconteceram workshops, apresentações de artes maciais, concurso de cosplay e palestra com o dublador Marcelo Campos. O evento foi encerrado com a apresentação da banda cover de j-music Himitsu.          | 5.000   |
| Cine SANA                           | 9 de outubro de 2004                | Cine-teatro São Luiz                               | Exibição de Os Cavaleiros do Zodíaco. | 1.200   |
| SANA 5                              | 8 e 9 de maio de 2005               | Centro de Convenções do Ceará                      | Érica Awano, Sidney Gusman, Gilberto Baroli, Marcelo Cassaro e apresentação de cosplays. | 12.000  |
| SANA 6                              | 15 e 16 de julho de 2006            | Centro de Convenções do Ceará                      | Gilberto Baroli, Sidney Gusman, Miriam Ficher, Cristiano Torreão, Marcelo Del Debbio e Elza Keiko. Palestra com a participação de todos os convidados, onde diversos temas foram abordados. Concurso de cosplay. Sete salas de exibição de animes. Estandes da Mangá Power, Halle-yu Cosplay, Angel Soul, Animetal Records, JBC, Conrad, Tanaka e Revistas & Cia. |         |
| SANA WCS                            | 17 de março de 2007                 | Centro de Negócios do Sebra - CE                   | SANA WCS - Word Cosplay Summit, a seletiva cearense para o Campeonato Brasileiro de Cosplays. Exibição de animes, mesas de RPG, estandes de venda, área de games, shows das bandas Yakisoba e Kame Rider. | 2.000   |
| SANA 7                              | 20, 21 E 22 de julho de 2007        | Centro de Convenções do Ceará                      | Jaspion e Jiraya, Akira Kushida, Takayuki Miyauchi, Leonardo Camilo, Waldyr Sant'anna, Érica Awano, Marcelo Del Debbio. Concurso de cosplay, AMV, card games, desenho amador e videogame. Exibição de animes em sete salas. | 32.000  |
| I SANA Fest                         | 19 e 20 de janeiro de 2008          | Centro de Convenções do Ceará                      | Evento prévia do SANA 8. Participação dos convidados: Miriam Ficher, Mauro Ramos e Isabel Sá. Também aconteceram as eliminatórias do WCS, além de apresentações de J-rock, estandes de venda, exibição de animes e tokusatsus, e espaços de jogos e vídeo. | 6.000   |
| SANA 8                              | 11, 12 e 13 de julho de 2008        | Centro de Convenções do Ceará                      | Evento comemorativo ao Centenário da Imigração Japonesa no Brasil. Contou com a participação de Nobuo Yamada e Yumi Matsuzawa, cantores de Os Cavaleiros do Zodíaco, Kouji Wada, cantor de Digimon, e Ricardo Cruz, do JAM Project. | 42.000  |
| SANA 9                              | 17, 18 e 19 de julho de 2009        | Centro de Convenções do Ceará                      | Hiroshi Kitadani, Masaaki Endoh, Hironobu Kageyama e Kanako Ito. |         |
| SANA FEST 2010                      | 30 e 31 de janeiro de 2010          | Centro de Convenções do Ceará                      | Animekê, Arena de Games, Batalha de Bandas, Card Games, Concurso de Dança, competições de cosplay, Espaço RPG, Exposições, Jogos de Tabuleiro, SANA Music Championship, Salas de Exibição e Tenda Eletrônica |         |
| SANA 10                             | 16, 17 e 18 de julho de 2010        | Centro de Convenções do Ceará                      | Akira Kushida, Kōji Wada, Ricardo Cruz e Unicorn Table. |         |
| SANA Fest 2011                      | 29 e 30 de janeiro de 2011          | Centro de Convenções do Ceará                      | Wendel Bezerra, Yumi Matsuzawa, Ricardo Cruz, e Angelica Santos |         |
| SANA 11                             | 15, 16 e 17 de Julho de 2011        | Centro de Convenções do Ceará                      | Sílvio Navas, Charles Emmanuel, Ulisses Bezerra, Irmãos Piologo |         |
| SANA Fest 2012                      | 28 e 29 de janeiro de 2012          | Centro de Convenções do Ceará                      | Francisco Bretas, Miriam Ficher, Edi Carlos Rodrigues, Renato Siqueira e Al Rio |         |
| SANA 12                             | 13, 14 e 15 de julho de 2012        | Centro de Convenções do Ceará                      | Irmãos Piologo, Sidney Gusman, Isabel de Sá, Márcio Araújo e Nobuo Yamada. |         |
| SANA Fest 2013                      | 26 e 27 de janeiro de 2013          | Centro de Eventos do Ceará                         | Edu Falaschi, DJ Masa, Cauê Moura, Garcia Júnior, Ricardo Cruz, Jovem Nerd e Azaghal. |         |
| SANA 13                             | 12, 13 e 14 de julho de 2013        | Centro de Eventos do Ceará                         | Tsubasa Imamura, Chihiro Yonekura, Marcos Castro, Matheus Castro, Cauê Moura, Guilherme Briggs, Fábio Lucindo, Gaijin Sentai, Camilla Uckers, Kaio Oliveira e Whindersson Nunes. |         |
| SANA Fest 2014                      | 1 e 2 de fevereiro de 2014          | Centro de Eventos do Ceará                         | Hermes Baroli, Gilberto Baroli, Rodrigo Rossi, Maurício Cid, Irmãos Piologo, Gothique Prince Ken "GPK", Edu Falaschi e DJ Sisen. |         |
| SANA Kpop                           | 5 e 6 de Abril de 2014              | Centro de Eventos do Ceará                         | Edição especial com torneio de dança. Participação de Lee Nys, Dj Angel Luz e Lil Trane |         |
| SANA 14                             | 25, 26 e 27 de julho de 2014        | Centro de Eventos do Ceará                         | Back-On, Eizo Sakamoto, Nobuo Yamada, Yuki (das bandas Raphael e Rice), Shi-no (da banda Gram∞Maria), Ricardo Cruz, Almah, Tânia Gaidarji e Wendel Bezerra. |         |
| SANA Fest 2015                      | 24 e 25 de janeiro de 2015          | Centro de Eventos do Ceará                         | Luciano Monteiro, Eduardo Borgerth, Satty, Damiani, Nyvi Estephan, Zangado, Suricate Seboso, Kaio Oliveira, Detonator e as Musas do Metal, Cavaleiros in Concert (Rodrigo Rossi,Larissa Tassi, Ricardo Cruz, Edu Falaschi) e The Kira Justice |         |
| Sana Kpop 2015                      | 11 e 12 de abril de 2015            | Centro de Negócios do Sebra                        | Kadum, The Crazy, DJ Angellluz, DJ Deehlusa |         |
| SANA Cariri                         | 16 e 17 de maio de 2015             | Faculdade de Medicina Estácio de Juazeiro do Norte | Edição itinerante para celebrar 15 anos do SANA. Teve Cavaleiros in Concert (Rodrigo Rossi, Larissa Tassi, Ricardo Cruz, Edu Falaschi), Charles Emmanuel e Irmãos Piologo. |         |
| SANA 15                             | 17, 18 e 19 de julho de 2015        | Centro de Eventos do Ceará                         | Charles Emmanuel, Sérgio Stern, Muca Muriçoca, Nyvi, Estephan, Mateus Picoca e S7ven, Detonator e as Musas do Metal, Joe Inoue e Flow. |         |
| Sana Fest 2016                      | 23 e 24 de janeiro de 2016          | Centro de Eventos do Ceará                         | Muca Muriçoca, Zangado, Casa do Kame, Player Tauz, Kuma Cômico, General do Medo, Gordox, Miriam Ficher, Luís Sérgio Vieira, Walter Jones, Andre Matos. Concurso de cosplay, covers de K-pop. Arenas temáticas de One Piece, Naruto, Doctor Who, Cavaleiros do Zodíaco e Geek Expo. Sala temática de Game of Thrones. E a Arena Sana Games com a Área do Desenvolvedor com foco em produção local de jogos e os campeonatos de Just Dance, HearthStone, Dota2 e League of Legends. |         |
| Sana 16                             | 15, 16 e 17 de julho de 2016        | Centro de Eventos do Ceará                         | T3ddy, Cauê Moura, PC Siqueira, Jason Faunt, Garcia Júnior, Irmãos Piologo, Ayumi Miyazaki, Takayoshi Tanimoto, Nobuo Yamada, Yumi Matsuzawa, Irmãos Castro, Coelho, Mítico Jovem e Ricardo Cruz | 65.000  |
| Sana Fest 2017                      | 20, 21 e 22 de janeiro de 2017      | Centro de Eventos do Ceará                         | Haru, Isis e DSNau, Everson Zoio, 7Minutoz, Tauz, Márcio Araújo, Isabel Sá, Muca Muriçoca, Henshin+, Kami, Nyvi Estephan. |         |
| Sana 2017                           | 14, 15 e 16 de julho de 2017        | Centro de Eventos do Ceará                         | Alex Oliver, Wendel Bezerra, Satty do Pense Geek, Fred do Anime Whatever, Massacration, Asian Kung-Fu Generation. Salas temáticas de Harry Potter, K-Pop e Star Wars. |         |
| Sana Fest 2017.2                    | 15, 16 e 17 de dezembro de 2017     | Centro de Eventos do Ceará                         | Guilherme Briggs, Takumi Tsutsui, Júlio Cocielo, Hastad, Miriam Ficher, Juice=Juice, Rezendeevil. Concurso de cosplays, jogos eletrônicos, palestras e workshops. | 50.000  |
| Sana 18                             | 27, 28 e 29 de julho de 2018        | Centro de Eventos do Ceará                         | Akira Kushida, Flow, Detonator, BP Rania, Gustavo Berriel, Cecília Lemes, Alfredo Rollo, Marcelo Campos, Muca Muriçoca, Clone, MoriMura, Renato Garcia, Kami, Nelson “Casa do Kame”, Shevii e Three |         |
| Sana Fest 2018                      | 14, 15 e 16 de dezembro de 2018     | Centro de Eventos do Ceará                         | Ruth Connell, Alaina Huffman, Stanislav Ianevski, Charles Emannuel, Christiane Monteiro, Luisa Palomanes, Felipe Grinnan, Wendel Bezerra, Patrono Ne, Caldeirão Furado, WIBE, Rato Borrachudo, Player Tauz, ManaJJ, Alocs, Danger3 (Rodrigo Rossi, Larissa Tassi e Ricardo Cruz) |         |
| Sana 19                             | 12, 13 e 14 de julho de 2019        | Centro de Eventos do Ceará                         | Kristian Nairn, Muca Muriçoca, Garcia Júnior, Sylvia Salustti, Yudi Tamashiro, Can1bais, Free Colt, Back-On, MIC, BRAGA, 7 Minutoz, Mikannn, Bunka Pop, Shoujo Bomb, Lâminas Fatais, Alírio Netto, Rodrigo Rossi e Rafael Bittencourt. |         |
| Sana Live                           | 24, 25 e 26 de julho de 2020        | Sede FCNB                                          | Edição online devido à pandemia do COVID-19. Participações de André Vianco, Affonso Solano, Valquíria Vlad, Rodrigo Passolargo, Garcia Júnior, Rodrigo Rossi, Michael Cudlitz, Lochlyn Munro, Sidney Gusman, Daniel Brandão, Brendda Maria, Vitor Cafaggi, Aline Lacerda, Mabel Cezar, Pamella Rodrigues, Marli Bortoletto e Ricardo Cruz. |         |
| Sana Live Reloaded                  | 17, 18, 19 e 20 de dezembro de 2020 | Sede FCNB                                          | Edição online devido à pandemia do COVID-19. Participações de Blenda Furtado, Rodrigo Passolargo, Italo Cruz, Gambit, Camila Cerdeira, Daniel Brandão, Felipe Lins, Caio Nogueira, Gabi Primadonna, Vitor Hideáki, Rebeca Bento, Rafael San, Gabriel Fillipini, Allan Fabio, Rafa Brasileiro, Marilia Candido, Rafal Cunha, Petrus Cariry, Bárbara Cariry, Pedro Diógenes, Elvio Franklin e Henrique Villela                                                                      |         |
| Sana Live Revolution: 20 anos       | 14, 15, 16 e 17 de outubro de 2021  | Sede FCNB                                          | Edição online devido à pandemia do COVID-19. Participações de Blenda Furtado, Rodrigo Passolargo, Italo Cruz, Gambit, Camila Cerdeira, Daniel Brandão, Felipe Lins, Caio Nogueira, Gabi Primadonna, Vitor Hideáki, Marilia Candido, Rafal Cunha, Petrus Cariry |         |
| Sana 22                             | 15 a 17 de julho de 2022            | Centro de Eventos do Ceará                         | DJ Ana Mundim, Angra, Muca Muriçoca, Denílson Felix, VMZ (rapper), Úrsula Bezerra, Robson Kumode, Érico Borgo, Manolo Rey, Walter Jones, Snowkel |         |
| Sana 23 - parte 1                   | 27 a 29 de janeiro de 2023          | Centro de Eventos do Ceará                         | Pitty, Massacration, Muca Muriçoca, Pamella Ribeiro, TK Raps, Fábio Lucindo, Wendel Bezerra, Shiny Rapper, Cauê Moura, Ani Rap, Gordox | 70.000  |
| Sana 23 - parte 2                   | 7 a 9 de julho de 2023              | Centro de Eventos do Ceará                         | Yumi Matsuzawa, Gloria Groove, Flow, Guilherme Infante, Carlos Ruas, Marco Ribeiro, Guilherme Briggs, Muca Muriçoca, YUYU20, VMZ. |         |
| Sana 2023 - Especial Vila das Artes | 24 e 25 de novembro de 2023         | Vila das Artes                                     | Evento gratuito. Teve lojas, brincadeiras com o jogo Just Dance, Vila dos Artistas, concurso cosplay e a Banda Esquadrão Musical Kamen Rider. |         |
| Sana 24 - parte 1                   | 26 a 28 de janeiro de 2024          | Centro de Eventos do Ceará                         | Guilherme Infante, Player Tauz, VG Beats, Gordox, Muca Muriçoca, Jockster, Mitsubukai (Carol Valença, Glauco Marques e Adrian Tatini), CPM 22, Wendel Bezerra, Anison Lab (Ricardo Cruz e Lucas Araújo), Burnout Syndromes e Hiroaki Tominaga. | 72.000  |
| Sana 24 - parte 2                   | 12 a 14 de julho de 2024            | Centro de Eventos do Ceará                         | Restart, MHRap, Gilberto Baroli, Letícia Quinto, Hermes Baroli (online), Tichina Arnold, Nana Kitade, TKRaps, Felícia Rock, Muca Muriçoca, Mônica Sousa, Sidney Gusman |         |
| Sana 2025 Parte 1                   | 24 a 26 de janeiro de 2025          | Centro de Eventos do Ceará                         | Eizo Sakamoto, Head Phones President, Fabio Lione, Jason Isaacs, Rosa Baroli, Gilberto Baroli, Luciana Baroli, Caio Quinto, Letícia Quinto, Bruna Quinto |         |
| Sana 2025 Parte 2                   | 18 a 20 de julho de 2025            | Centro de Eventos do Ceará                         | Adrian Tatini, Daniel Figueira, Dláigelles Silva, Ayumi Miyazaki, Tom Welling, Erica Durance, Muca Muriçoca, Mateus Machado (TET), Diogo Defante, Lucas Inutilismo, Wesley Mercês, Helô D'Angelo, Kaol Porfírio, Selvagens à Procura de Lei, Jogadores de League of Legends (Mylon, Kennzy, Fogueta, Takeshi, Rafa Tomasi, Tealz, Lufelii, Tayggan, Pilo), Backdrop Falls, Heartface, Kame Rider, Zenkai, Ciriaco Orchestra, TACO, Guilherme Briggs, Kennzy, Mylon                |         |